# اسکناس
اسکناس یا پول کاغذی یا پول‌برگ، که امروزه در همهٔ کشورهای جهان رواج دارد، نخستین بار در نیمهٔ قرن دهم میلادی، در دوران دودمان سونگ در چین جنوبی باب شد. علاوه بر این در چین شمالی در مدت کوتاهی قبل از ظهور چنگیزخان، پول کاغذی انتشار یافت که اعتبار آن هفت سال بود.

## نام
ریشهٔ واژه اسکناس، آسی‌نیا (Assignat) در فرانسوی است که در زبان روسی به صورت آسیگناتسیا (Ассигнация) و در زبان فارسی، با تغییر لفظی در دوره فتحعلی‌شاه به صورت اسکناس درآمد. Assignat در زبان فرانسه به معنای تضمین پرداخت وجه از طرف دولت بوده‌است.

## تاریخچه

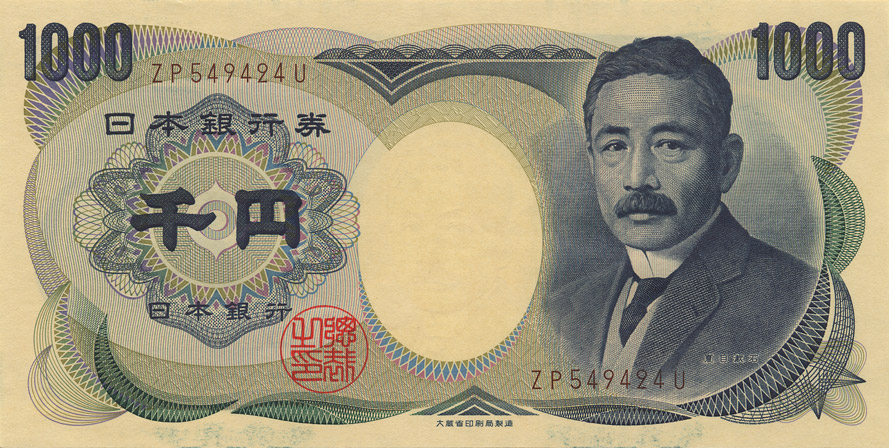
روی یک اسکناس ۱۰۰۰ ینی ژاپن، سری سال ۱۹۸۴.

بشر نیمه متمدن در ابتدا کالا را با کالا مبادله می‌کرد. پس از مدتی برخی کالاها دارای ارزش بیشتری شدند و عملاً به عنوان پول جای خود را باز کردند. از جملهٔ این کالاها در یونان قدیم گاو نر، در سریلانکا فیل و در برونئی جمجمهٔ انسان بود. با پیشرفت تمدن بشری جوامع به استفاده از فلزات و اشیای زینتی مانند طلا و نقره به جای آن کالاها روی آوردند و نخستین بار در بین‌النهرین سکه طلا ضرب شد.

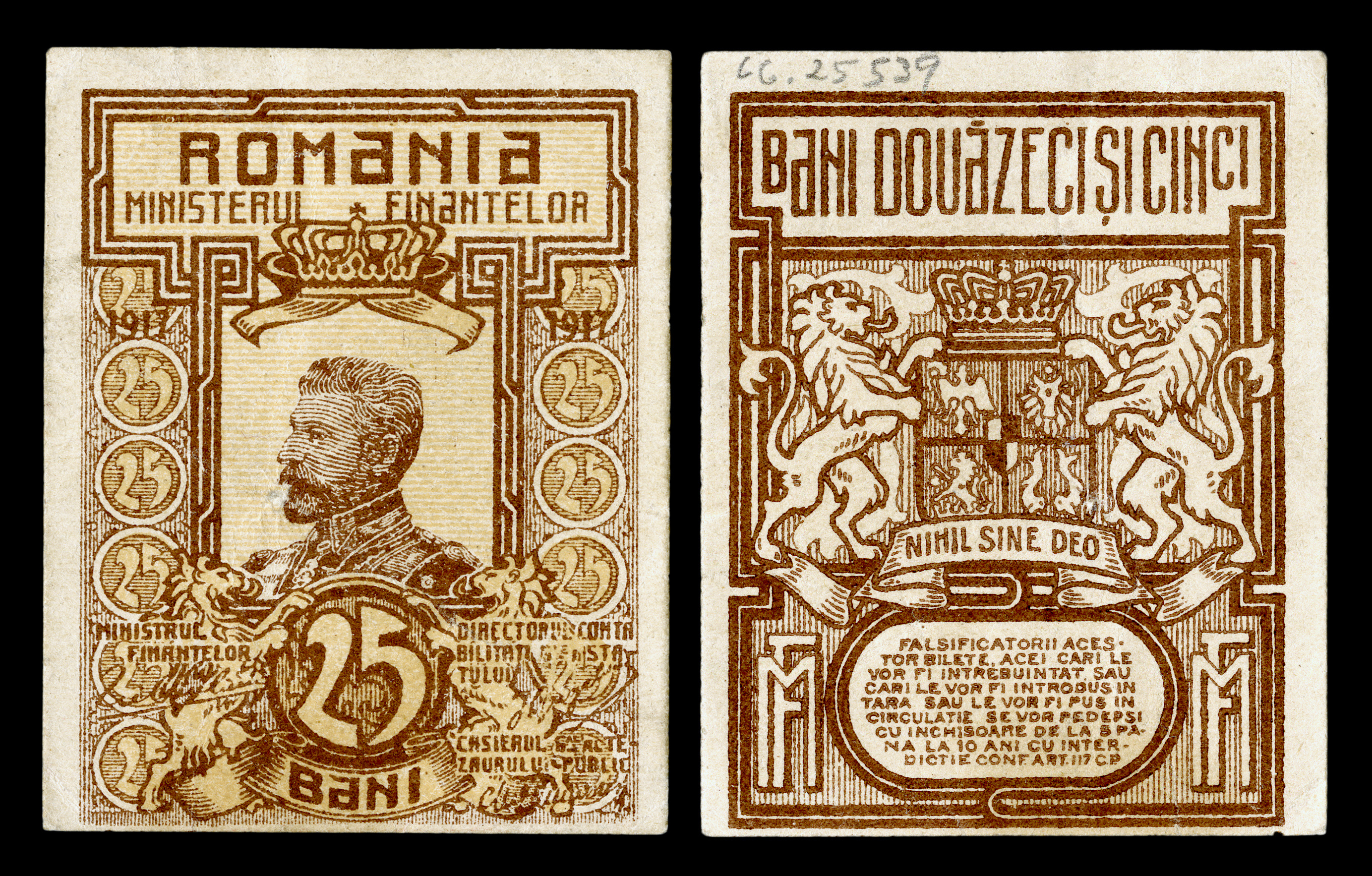
۲۵ بانی - (۳۹ × ۵۱ mm) پول خرد کشور رومانی معروف به سکه‌های کاغذی، موسوم به بانی چاپ شده در سال ۱۹۱۷ میلادی - چهره فردیناند اول رومانی پادشاه این کشور بر روی پول‌های خرد می‌باشد. هر لئوی رومانی برابر ۱۰۰ بانی است.

سالیان زیادی طول کشید تا بشر از سکه به اسکناس روی آورد. چینی‌ها به دلیل کمبود طلا و فلزات در اواسط قرن دهم میلادی چیزی به شبیه به اسکناس ابداع کردند و نام آن را چاو گذاشتند، که در دیگر نقاط جهان آن را بی‌ارزش می‌شمردند. استفاده عملی و یکپارچه از پول کاغذی در سراسر چین، از دوره دودمان یوآن آغاز می‌شود و این پول نخستین پول کاغذی جهان است. اما نخستین اسکناس امروزی در ۵ ژانویه سال ۱۶۹۱ میلادی در بانک استکهلم چاپ شد که هم‌اکنون هم در موزهٔ این بانک موجود است.
به نظر می‌رسد که انتشار پول کاغذی در قرون جدید از دوره انقلاب کبیر فرانسه آغاز گشت. مجلس ملی فرانسه در ۲ نوامبر سال ۱۷۸۹ میلادی، طبق قانون همه املاک و اراضی متعلق به کلیسا را ملی اعلام کرد و آن‌ها را به دولت آن کشور واگذاشت. دولت به وثیقه اراضی و املاک مزبور، پول کاغذی انتشار داد.

### در ایران
اطلاعات دیداری: فهرست اسکناس‌های ایران

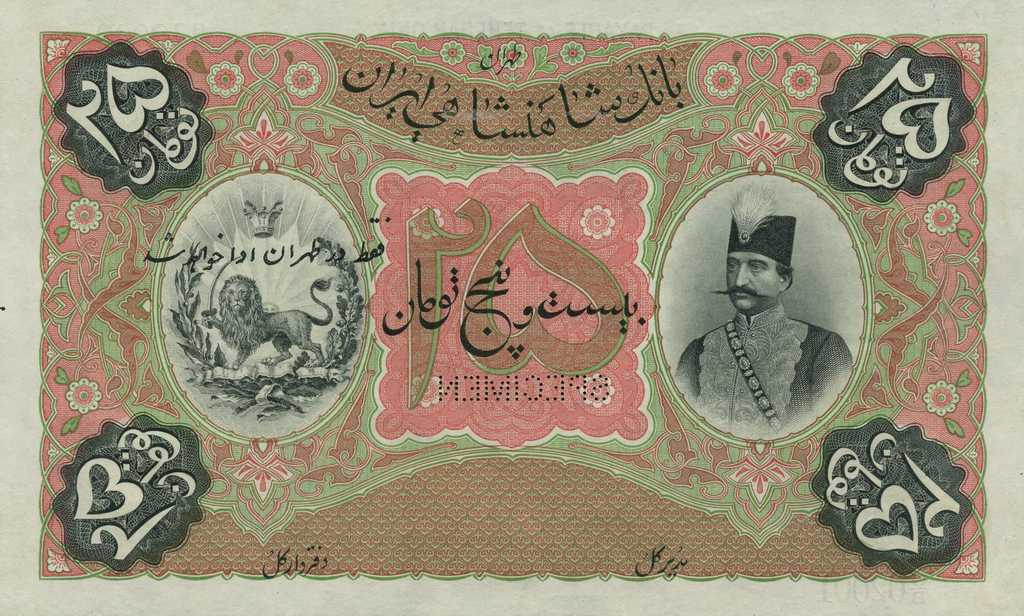
نمونه‌ای از اسکناس‌های چاپ شده در بانک شاهی

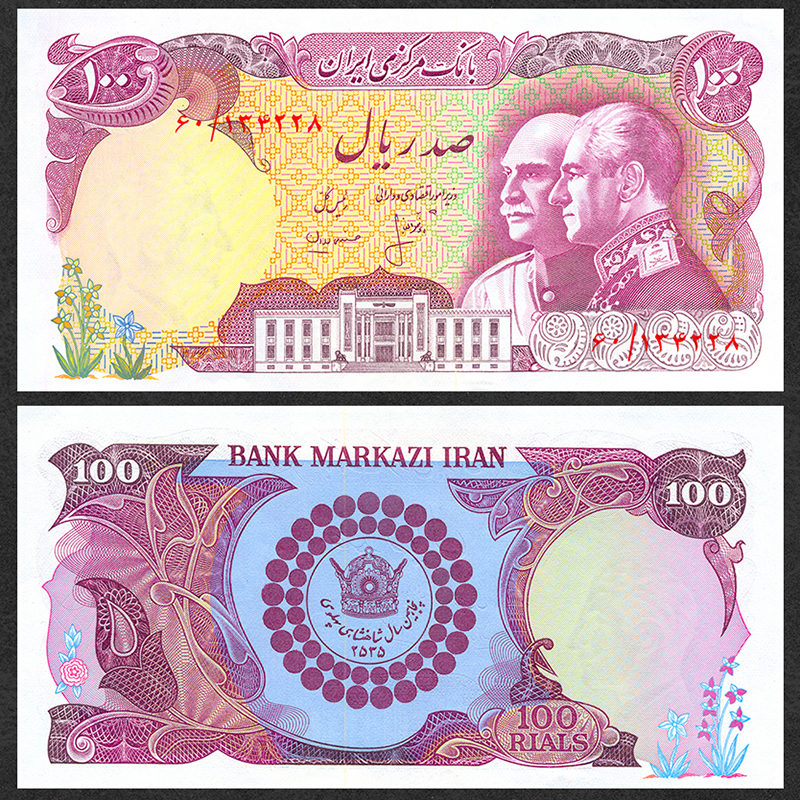
اسکناس یادبود پنجاهمین سال پادشاهی پهلوی، چاپ بانک مرکزی ایران، سال ۲۵۳۵ شاهنشاهی

اولین سکهٔ ایرانی در زمان داریوش و از جنس طلا ضرب شد که نویسندگان یونانی از آن به نام «داریک» یاد می‌کردند.
تا قبل از انتشار اسکناس در ایران، سکه، بیجک، و نیز اسکناس‌های خارجی (به ویژه منات روسی) در این کشور رواج داشت.
در اواخر قرن هفتم هجری (قرن ۱۳ میلادی) و در دوره سلطنت گیخاتوخان (سال ۶۹۳ ه‍.ق) پنجمین پادشاه سلسله ایلخانیان، که از خالی شدن خزانه و کسری بودجه نگران بود، دستور داد مردم زر و سیم خود را به چاپخانه تحویل دهند و به جای آن پول کاغذی (چاوه) بگیرند. این پیشنهاد را عزالدین مظفر -از نزدیکان صدر جهان (وزیر گیخاتو)- با الهام از پول کاغذی چین ارائه داده بود. بدین ترتیب برای نخستین بار پول کاغذی به نام چاو (موسوم به چاو مبارک) در تبریز منتشر شد اما بلافاصله بر اثر مقاومت شدید مردم مجبور شدند این فرمان را لغو کنند. اسکناس یک درهمی چاپ‌شده در آن زمان، قدیمی‌ترین اسکناس شناخته شده در ایران است که منقّش به «لا اله الا الله و محمد رسول‌الله» می‌باشد.
نخستین بانکی که به چاپ اسکناس برای ایران پرداخت، بانک جدید شرق بود که مرکزش در لندن قرار داشت و اسکناس‌های چاپ‌شده توسط این بانک در بانک بازرگانی ایران انتشار می‌یافت. اسکناس‌های منتشرشده توسط این بانک از پنج قران به بالا بود. در سال ۱۲۶۷ هجری قمری، امتیاز چاپ اسکناس از بانک جدید شرق به بانک شاهی واگذار شد. بانک شاهنشاهی ایران طبق قرارداد رویترز حق انحصاری نشر اسکناس را داشت، اما چاپ اسکناس همچنان در بانک جدید شرق انجام می‌گرفت و سیاست‌های پولی را نیز همین بانک تعیین می‌کرد. در سال ۱۲۸۵ هجری شمسی، نمایندگان نخستین مجلس شورای ملی خواستار تأسیس بانک ملی شدند اما تا سال ۱۳۰۶ بانک ملی به تصویب نرسید تا سرانجام در ۱۷ شهریور ۱۳۰۷ شروع به کار کرد. بانک شاهنشاهی تا سال ۱۳۰۹ شمسی به فعالیت خود ادامه می‌داد و در این سال ایران حق انحصاری نشر اسکناس را به مبلغ ۲۰۰ هزار لیرهٔ انگلیس خریداری کرد و مسئولیت چاپ اسکناس به بانک ملی ایران واگذار شد. در سال ۱۳۱۰ هجری شمسی اسکناس‌های چاپ‌شدهٔ قبلی از رده خارج شدند و به موجب مادهٔ ۵ قانون اصلاح (قانون واحد و مقیاس پول) حق انحصاری انتشار اسکناس به مدت ۱۰ سال به بانک ملی واگذار شد. از این تاریخ به بعد تعیین نوع طرح و مبلغ، نوع اسکناس و تعداد آن‌ها را بانک ملی تعیین می‌کرد و اسکناس در لندن چاپ می‌شد. اولین اسکناس بانک ملی در فروردین ۱۳۱۱ چاپ شد. بانک ملی تا سال ۱۳۳۹ اقدام به نشر اسکناس می‌کرد تا اینکه با تأسیس بانک مرکزی، حق نشر اسکناس به بانک مرکزی ایران داده شد و تا کنون ادامه دارد.
تا پیش از سال ۱۳۶۲ شمسی، ایران اسکناس مورد نیاز خود را به کشورهای خارجی (بیشتر انگلستان) سفارش می‌داد.
اما از این سال به بعد با تأسیس کارخانه تولید کاغذ اوراق بهادار، رفته‌رفته اسکناس‌ها روی کاغذ ایرانی چاپ شدند و از سال ۱۳۶۷ کل اسکناسهای ایران در داخل چاپ می‌شوند اما تا سال ۱۳۸۱ همچنان کاغذ مورد نیاز از خارج کشور وارد می‌شد.

## منتقدان اسکناس (پول کاغذی)
دسته‌ای از افراد معتقدند که پول کاغذی وسیلهٔ مناسبی برای سنجش قیمت نیست، چون ارزش ذاتی ندارد و معمولاً ارزش آن با چاپ بیشتر آن از بین می‌رود، این افراد طلا و نقره یا حداقل اسکناسی با پشتوانه را به عنوان پول دارای ارزش ثابت قبول دارند
فهرست منتقدان سرشناس
- عمر وادیلو
- محی الدین حائری شیرازی
- عمران نزار حسین

## بهداشت و انتقال‌دهندگی باکتری
دست به دست شدن اسکناس‌ها، این برگه‌ها را به محیطی مملو از «باکتری‌های زنده» تبدیل می‌کند که می‌توانند در انتشار بسیاری از بیماری‌ها در جامعه نقش مؤثری داشته باشند. برگه‌های اسکناس می‌توانند مانند نوعی محیط انتقال‌دهنده باکتری در جامعه عمل کنند.